# Казначеев, Александр Владиславович
Алекса́ндр Владисла́вович Казначе́ев (род. 27 марта 1990, Усть-Каменогорск, Казахская ССР, СССР) — казахстанский хоккеист, крайний нападающий кокшетауского «Арлана», выступающего в ОЧРК.

## Биография
Воспитанник усть-каменогорского хоккея. С 2006 года играет в Усть-Каменогорске в составе ХК «Казцинк-Торпедо». Провел более 150 игр.
Выступал за молодёжные сборные Казахстана на чемпионатах мира.